# 張羨
張 羨（ちょう せん、生没年不詳）は、中国の北魏から隋にかけての政治家・学者。本貫は河間郡鄚県。

## 経歴
若い頃から学問を好み、多分野に通じた。北魏に仕えて蕩難将軍となった。孝武帝に従って関中に入り、銀青光禄大夫に累進した。宇文泰に召されて従事中郎となり、叱羅氏の姓を賜った。司職大夫・雍州治中・雍州刺史・儀同三司を歴任して、虞郷県公の爵位を受けた。司成中大夫となり、国史の撰述をつかさどった。北周では公卿に武将が多かったため、学問を知る者が少なく、学問に通じた張羨は重んじられた。後に老年のため隠退して邸にこもった。隋が建国されると、文帝に召されて謁見を受けることとなった。文帝は老体をいたわって拝礼しないよう命じ、昇殿を助けさせ、宴会に同席して久しく語らい合った。張羨は上表して文帝に倹約を勧めた。まもなく死去した。享年は84。滄州刺史の位を追贈された。諡は定といった。著書に『老子』『荘子』の義を撰した『道言』52篇があった。
子に張煚があった。

## 伝記資料
- 『隋書』巻四十六 列伝第十一
- 『北史』巻七十五 列伝第六十三